# ثيرول (نيو ساوث ويلز)
ثيرول (بالإنجليزية: Thirroul)‏ هي ضاحية ساحلية شمالية لمدينة ولونغونغ في أستراليا.